# Афтан (Минесота)
Афтан (енгл. Afton) град је у америчкој савезној држави Минесота.

## Демографија
По попису из 2010. године број становника је 2.886, што је 47 (1,7%) становника више него 2000. године.
| Група             | 2000.         | 2010.         |
| Белци             | 2.732 (96,2%) | 2.668 (92,4%) |
| Афроамериканци    | 7 (0,2%)      | 19 (0,7%)     |
| Азијати           | 29 (1,0%)     | 123 (4,3%)    |
| Хиспаноамериканци | 27 (1,0%)     | 48 (1,7%)     |
| Укупно            | 2.839         | 2.886         |